# Zacaixtlahuacán, Copanatoyac
Zacaixtlahuacán är en ort i Mexiko.   Den ligger i kommunen Copanatoyac och delstaten Guerrero, i den sydöstra delen av landet, 220 km söder om huvudstaden Mexico City. Zacaixtlahuacán ligger 2 198 meter över havet och antalet invånare är 242.
Terrängen runt Zacaixtlahuacán är lite bergig. Runt Zacaixtlahuacán är det ganska tätbefolkat, med 155 invånare per kvadratkilometer. Närmaste större samhälle är Xalpatlahuac, 18,7 km öster om Zacaixtlahuacán. I omgivningarna runt Zacaixtlahuacán växer huvudsakligen savannskog.